# Aigu-macron
Pour les articles homonymes, voir Macron.
L’aigu-macron ‹ ◌᷇ › est un diacritique de l’alphabet latin utilisé dans la transcription phonétique de langues tonales.
Il est composé d’un accent aigu indiquant un ton haut, attaché à un macron indiquant un ton moyen.

## Utilisation
L’aigu-macron est adopté dans l’alphabet phonétique international pour représenter un ton haut descendant lors de la conférence de Kiel de 1989, avec d’autres signes diacritiques composés tel qu’utilisés par les africanistes comme alternative aux barres de ton de Chao Yuen Ren utilisés en sinologie. Cependant, celui-ci ne figure pas dans le tableau de l’alphabet phonétique international.
Mercy Bobuafor utilise l’accent grave-macron dans l’écriture du tafi.

## Représentation informatique
L’accent aigu-macron peut être représenté avec le caractère Unicode U+1DC7.